# Musse Pigg i världsvimlet
Musse Pigg i världsvimlet (engelska: Traffic Troubles) är en amerikansk animerad kortfilm med Musse Pigg från 1931.

## Handling
Musse Pigg jobbar som taxichaufför. En av hans passagerare är Mimmi Pigg, som under resans gång spelar dragspel. Men så får dem punktering.

## Om filmen
Filmen är den 26:e Musse Pigg-kortfilmen som producerades och den andra som lanserades år 1931.
Filmen hade svensk premiär 4 januari 1932 på Sture-Teatern i Stockholm.

## Rollista
- Walt Disney – Musse Pigg, polisofficer, Dr. Pep
- Marcellite Garner – Mimmi Pigg[5]